# Żandarmeria Krajowa byłej Dzielnicy Pruskiej
Żandarmeria Krajowa byłej Dzielnicy Pruskiej – jednolita polska formacja o charakterze policyjnym, zorganizowana na wzór wojskowy, utworzona w Wielkopolsce w początkach 1919 dla utrzymania bezpieczeństwa i porządku publicznego na obszarze kontrolowanym przez Komisariat Naczelnej Rady Ludowej, wzorowana na rozwiązaniach pruskich.

## Historia działalności
Żandarmeria Krajowa została powołana do życia zarządzeniem Komisariatu Naczelnej Rady Ludowej z dnia 15 stycznia 1919, w połowie listopada 1919 została przemianowana na Żandarmerię Krajową byłej Dzielnicy Pruskiej. Funkcjonowała do 1 lipca 1920, kiedy to brygady Żandarmerii zostały włączone w struktur okręgowych komend Policji Państwowej w Poznaniu i Bydgoszczy. W sprawach utrzymania spokoju, porządku i bezpieczeństwa publicznego Żandarmeria podlegała miejscowym władzom administracyjnym: nadprezydentowi rejencji, prezydentom rejencji i starostom. Tylko w sprawach organizacyjnych podlegała swemu dowództwu. Dowództwo wojskowe mogło wydawać rozkazy i polecenia Żandarmerii w przypadku wspólnych działań lub nagłych zdarzeń.

## Szefowie
Zygmunt Wiza 15 stycznia 1919 – 1 lipca 1920

## Organizacja
Żandarmeria była zorganizowana na wzór wojskowy i tworzyła Korpus. Na jej czele stało Dowództwo, podległe Dowództwu Wojsk Polskich w Wielkopolsce, kierujące początkowo Brygadą Żandarmerii z siedzibą w Poznaniu, a od 4 lipca 1919 II Brygadą Żandarmerii z siedzibą w Toruniu. Obszar działania Żandarmerii został podzielony na cztery Okręgi Oficerskie z siedzibami w Poznaniu, Krotoszynie, Gnieźnie i Bydgoszczy. Ten ostatni, jako że Bydgoszcz znalazła się poza linią demarkacyjną rozejmu z Trewiru z 19 lutego 1919, miał ostatecznie siedzibę w Inowrocławiu. Z chwilą utworzenia II Brygady Żandarmerii ustanowiono kolejne okręgi z siedzibami w Toruniu, Chojnicach i Tczewie. Z dniem 1 października 1919 powołano odrębny okręg z siedzibą w Poznaniu, któremu podporządkowano posterunki kolejowe w Skalmierzycach, Ostrzeszowie, Nowym Tomyślu, Wronkach, Inowrocławiu, Starym Bojanowie i Odolanowie. Poznańska siedziba dowództwa Żandarmerii mieściła się w domu przy ul. Orzeszkowej 1.
Okręgi podzielone były na objazdy odpowiadające terytorialnie powiatom, choć nie zawsze siedziba objazdu znajdowała się w siedzibie powiatu. Objazdy podzielone były na posterunki w miastach i obchody we wsiach. Na czele okręgu stał oficer zrównany w szarży z oficerem Wojska Polskiego. Objazdem dowodził objazdowy żandarmerii, a posterunkami kierowali posterunkowi.

## Stopnie ŻK i ich odpowiedniki w wojsku
- żandarm / szeregowy
- starszy żandarm / starszy szeregowy
- wachmistrz / plutonowy
- starszy wachmistrz / sierżant
- wachmistrz powiatowy / starszy sierżant

stopnie oficerskie były zgodne ze stopniami wojskowymi

## Szkolenie
Wraz z utworzeniem Korpusu Żandarmerii powołano w Poznaniu Szkołę Żandarmerii Krajowej, w której organizowano sześciotygodniowe kursy obejmujące naukę prawa karnego, prawa administracyjnego, przepisów policyjnych, sanitarnych, weterynaryjnych, kryminalistyki, sporządzania raportów, oraz historii i geografii Polski i języka polskiego. W przeciągu 1919 przeszkolono wszystkich niemal objazdowych. Po 1 lipca 1920 została przekształcona w Okręgową Szkołę Policji Państwowej.

## Umundurowanie
Żandarmi byli umundurowani w wojskowe uniformy z biało-czerwonymi wypustkami na kołnierzach. Mundury szyte były z drelichu, na nogi zakładano sznurowane buty, nierzadko podkute.